# Чемпионат России по плаванию 2017
Чемпионат России по плаванию 2018 года прошёл с 10 по 14 апреля в СК «Олимпийский», Москва.
По итогам чемпионата 28 пловцов гарантировали себе место в составе сборной России на чемпионат мира по водным видам спорта в Будапеште.

### Мужчины
| Дистанция                         | Золото | Золото   | Серебро | Серебро  | Бронза | Бронза   |
| --------------------------------- | --- | -------- | --- | -------- | --- | -------- |
| 50 м вольным стилем               | Евгений Седов Волгоградская область                                                                                       | 21.74    | Владимир Морозов Москва                                                                                      | 21.76    | Сергей Фесиков ЯНАО — Калужская область                                                                                       | 22.14    |
| 100 м вольным стилем              | Владимир Морозов Москва                                                                                                   | 48.28    | Данила Изотов Краснодарский край                                                                             | 48.53    | Никита Королёв Татарстан | 49.16    |
| 200 м вольным стилем              | Михаил Довгалюк Москва | 1:46.89  | Александр Красных Татарстан                                                                                  | 1:47.14  | Данила Изотов Краснодарский край                                                                                              | 1:47.16  |
| 400 м вольным стилем              | Александр Красных Татарстан                                                                                               | 3:45.79  | Эрнест Максумов Татарстан                                                                                    | 3:49.97  | Вячеслав Андрусенко Санкт-Петербург                                                                                           | 3:50.21  |
| 800 м вольным стилем              | Александр Красных Татарстан                                                                                               | 7:54.49  | Илья Дружинин ХМАО-Югра                                                                                      | 7:57.99  | Ярослав Потапов ХМАО-Югра | 8:01.09  |
| 1500 м вольным стилем             | Илья Дружинин ХМАО-Югра                                                                                                   | 15:03.36 | Ярослав Потапов ХМАО-Югра                                                                                    | 15:07.85 | Максим Травников Московская обл. — Ярославская обл.                                                                           | 15:22.69 |
|                                   | |          | |          | |          |
| 50 м на спине                     | Евгений Рылов Московская область                                                                                          | 24.52    | Григорий Тарасевич Татарстан                                                                                 | 24.93    | Никита Ульянов ХМАО-Югра Климент Колесников Москва                                                                            | 25.18    |
| 100 м на спине                    | Евгений Рылов Московская область                                                                                          | 53.13    | Григорий Тарасевич Татарстан                                                                                 | 53.54    | Андрей Шабасов Санкт-Петербург                                                                                                | 53.77    |
| 200 м на спине                    | Евгений Рылов Московская область                                                                                          | 1:53.81  | Климент Колесников Москва                                                                                    | 1:55.49  | Андрей Шабасов Санкт-Петербург                                                                                                | 1:57.71  |
|                                   | |          | |          | |          |
| 50 м брассом                      | Всеволод Занько Москва | 27.20    | Кирилл Пригода Санкт-Петербург                                                                               | 27.28    | Илья Хоменко Ростовская область                                                                                               | 27.29    |
| 100 м брассом                     | Всеволод Занько Москва | 59.66    | Кирилл Пригода Санкт-Петербург                                                                               | 59.71    | Илья Хоменко Ростовская область                                                                                               | 59.76    |
| 200 м брассом                     | Антон Чупков Москва | 2:08.03  | Илья Хоменко Ростовская область                                                                              | 2:08.09  | Кирилл Пригода Санкт-Петербург                                                                                                | 2:09.02  |
|                                   | |          | |          | |          |
| 50 м баттерфляем                  | Олег Костин Нижегородская область                                                                                         | 23.27    | Евгений Седов Волгоградская область                                                                          | 23.56    | Андрей Жилкин Москва | 23.58    |
| 100 м баттерфляем                 | Егор Куимов Татарстан | 51.97    | Александр Попков Санкт-Петербург                                                                             | 52.18    | Евгений Коптелов Москва | 52.24    |
| 200 м баттерфляем                 | Даниил Пахомов Санкт-Петербург                                                                                            | 1:56.30  | Александр Прибыток Санкт-Петербург                                                                           | 1:57.16  | Александр Кудашев Самарская область                                                                                           | 1:57.21  |
|                                   | |          | |          | |          |
| 200 м комплексное плавание        | Александр Осипенко Москва                                                                                                 | 2:00.89  | Иван Трофимов Москва                                                                                         | 2:00.95  | Евгений Коптелов Москва | 2:01.41  |
| 400 м комплексное плавание        | Александр Осипенко Москва                                                                                                 | 4:16.88  | Андрей Жилкин Москва                                                                                         | 4:21.17  | Дмитрий Горбунов Москва | 4:22.25  |
|                                   | |          | |          | |          |
| 4 × 100 м эстафета вольным стилем | Москва Михаил Довгалюк (49.17) Климент Колесников (49.33) Владимир Морозов (48.59) Михаил Полищук (49.27)                 | 3:16.36  | Московская область Евгений Рылов (48.48) Иван Гирёв (49.89) Ярослав Никулин (50.10) Никита Лобинцев (48.33)  | 3:16.80  | Санкт-Петербург Евгений Лагунов (50.45) Евгений Айзетуллов (50.25) Елисей Степанов (50.08) Александр Попков (50.71)           | 3:21.49  |
| 4 × 200 м эстафета вольным стилем | Татарстан Эрнест Максумов (1:49.39) Григорий Тарасевич (1:50.09) Эмиль Мухаметзянов (1:51.84) Александр Красных (1:46.58) | 7:17.90  | Москва Михаил Довгалюк (1:48.60) Артём Лобузов (1:51.30) Михаил Полищук (1:50.73) Николай Снегирёв (1:49.17) | 7:19.80  | Санкт-Петербург Александр Фёдоров (1:49.86) Вячеслав Андрусенко (1:48.57) Елисей Степанов (1:49.46) Виталий Лебанин (1:52.74) | 7:20.63  |
| 4 × 100 м комплексная эстафета    | Санкт-Петербург Андрей Шабасов (54.61) Кирилл Пригода (59.30) Даниил Пахомов (51.72) Александр Попков (48.50)             | 3:34.13  | Москва Климент Колесников (54.06) Антон Чупков (59.61) Евгений Коптелов (52.58) Владислав Гринёв (49.49)     | 3:35.74  | Татарстан Григорий Тарасевич (53.82) Тимур Галимзянов (1:02.75) Егор Куимов (52.05) Никита Королёв (48.24)                    | 3:36.86  |

### Женщины
| Дистанция                         | Золото | Золото   | Серебро | Серебро  | Бронза | Бронза   |
| --------------------------------- | --- | -------- | --- | -------- | --- | -------- |
| 50 м вольным стилем               | Розалия Насретдинова Москва | 25.02    | Наталья Ловцова Новосибирская область                                                                                           | 25.09    | Мария Каменева Оренбургская обл.                                                                                                  | 25.44    |
| 100 м вольным стилем              | Розалия Насретдинова Москва | 54.86    | Виктория Андреева Пензенская область                                                                                            | 55.01    | Арина Опёнышева Красноярский край                                                                                                 | 55.02    |
| 200 м вольным стилем              | Вероника Попова Санкт-Петербург | 1:57.27  | Анастасия Гуженкова Самарская область                                                                                           | 1:57.38  | Виктория Андреева Пензенская область                                                                                              | 1:58.25  |
| 400 м вольным стилем              | Вероника Попова Санкт-Петербург | 4:07.59  | Анна Егорова Калининградская обл.                                                                                               | 4:10.47  | Арина Опёнышева Красноярский край                                                                                                 | 4:12.52  |
| 800 м вольным стилем              | Анастасия Кирпичникова Свердловская область                                                                                             | 8:36.25  | Анна Егорова Калининградская обл.                                                                                               | 8:36.54  | Валерия Саламатина Свердловская область                                                                                           | 8:43.51  |
| 1500 м вольным стилем             | Анастасия Кирпичникова Свердловская область                                                                                             | 16:30.08 | Анна Егорова Калининградская обл.                                                                                               | 16:45.00 | Анастасия Иваненко Республика Коми                                                                                                | 16:46.36 |
|                                   | |          | |          | |          |
| 50 м на спине                     | Анастасия Фесикова Пензенская область — ЯНАО                                                                                            | 27.93    | Дарья К. Устинова Свердловская область                                                                                          | 28.34    | Мария Каменева Оренбургская область                                                                                               | 28.38    |
| 100 м на спине                    | Полина Егорова Башкортостан | 1:00.21  | Дарья К. Устинова Свердловская область                                                                                          | 1:00.29  | Мария Каменева Оренбургская обл.                                                                                                  | 1:00.32  |
| 200 м на спине                    | Дарья К. Устинова Свердловская область                                                                                                  | 2:07.23  | Полина Егорова Башкортостан | 2:10.45  | Ирина Приходько Татарстан | 2:10.49  |
|                                   | |          | |          | |          |
| 50 м брассом                      | Юлия Ефимова Республика Саха (Якутия)                                                                                                   | 29.88    | Анна Ганус Красноярский край | 31.43    | Мария Темникова Санкт-Петербург                                                                                                   | 31.52    |
| 100 м брассом                     | Юлия Ефимова Республика Саха (Якутия)                                                                                                   | 1:05.90  | Наталья Иванеева Волгоградская область                                                                                          | 1:07.39  | Дарья Чикунова Санкт-Петербург | 1:08.67  |
| 200 м брассом                     | Юлия Ефимова Республика Саха (Якутия)                                                                                                   | 2:21.35  | Мария Темникова Санкт-Петербург                                                                                                 | 2:24.80  | Софья Андреева Санкт-Петербург | 2:26.82  |
|                                   | |          | |          | |          |
| 50 м баттерфляем                  | Светлана Чимрова Москва | 26.02    | Наталья Ловцова Новосибирская область                                                                                           | 26.71    | Мария Каменева Оренбургская область                                                                                               | 26.72    |
| 100 м баттерфляем                 | Светлана Чимрова Москва | 57.17    | Полина Егорова Башкортостан | 58.91    | Александра Сабитова Кемеровская область                                                                                           | 59.42    |
| 200 м баттерфляем                 | Светлана Чимрова Москва | 2:08.74  | Анастасия Гуженкова Самарская область                                                                                           | 2:09.62  | Мария Арсеньева Самарская область                                                                                                 | 2:12.61  |
|                                   | |          | |          | |          |
| 200 м комплексное плавание        | Виктория Андреева Пензенская область | 2:11.75  | Юлия Ефимова Республика Саха (Якутия)                                                                                           | 2:12.53  | Кристина Вершинина ХМАО-Югра | 2:15.58  |
| 400 м комплексное плавание        | Ирина Кривоногова Самарская область | 4:45.23  | Кристина Вершинина ХМАО-Югра | 4:47.77  | Софья Чичайкина Самарская область                                                                                                 | 4:50.65  |
|                                   | |          | |          | |          |
| 4 × 100 м эстафета вольным стилем | Москва Катарина Милутинович (55.89) Ксения Юськова (55.25) Валерия Колотушкина (56.67) Полина Осипенко (55.79)                          | 3:43.60  | Санкт-Петербург Вероника Попова (55.21) Ирина Шваева (57.17) Юлия Сноз (56.08) Дарья Карташова (55.33)                          | 3:43.79  | Свердловская область Дарья К. Устинова (56.30) Полина Лапшина (56.03) Валерия Саламатина (56.16) Анастасия Кирпичникова (55.51)   | 3:44.00  |
| 4 × 200 м эстафета вольным стилем | Свердловская область Дарья К. Устинова (1:58.33) Валерия Саламатина (1:59.64) Анастасия Кирпичникова (2:00.48) Полина Лапшина (2:02.38) | 8:00.83  | Самарская область Ирина Кривоногова (1:59.88) Олеся Чернятина (2:01.48) Софья Чичайкина (2:05.40) Анастасия Гуженкова (1:59.76) | 8:06.52  | Санкт-Петербург Дарья С. Устинова (2:01.26) Полина Ретюнская (2:02.14) Полина Невмовенко (2:03.25) Юлия Сноз (2:00.18)            | 8:06.83  |
| 4 × 100 м комплексная эстафета    | Санкт-Петербург Екатерина Андреева (1:03.62) Мария Темникова (1:09.36) Анастасия Лязева (59.47) Вероника Попова (55.33)                 | 4:07.78  | Москва Александра Папуша (1:02.12) Ника Годун (1:10.76) Анна Михайлова (1:02.13) Катарина Милутинович (55.49)                   | 4:10.50  | Свердловская область Полина Лапшина (1:03.02) Анна Белоусова (1:09.32) Валентина Балахонцева (1:02.74) Валерия Саламатина (55.71) | 4:10.79  |

### Смешанные соревнования
| Дистанция                         | Золото | Золото  | Серебро | Серебро | Бронза | Бронза  |
| --------------------------------- | --- | ------- | --- | ------- | --- | ------- |
| 4 × 100 м эстафета вольным стилем | Санкт-Петербург Вячеслав Прудников (50.00) Вячеслав Андрусенко (49.57) Дарья С. Устинова (55.06) Вероника Попова (54.96) | 3:29.59 | Москва Владислав Гринёв (50.18) Николай Снегирёв (49.72) Катарина Милутинович (55.70) Полина Осипенко (56.38) | 3:31.98 | Новосибирская область Александр Клюкин (51.02) Даниил Марков (50.99) Арина Суркова (56.66) Наталья Ловцова (54.87)               | 3:33.54 |
| 4 × 100 м комплексная эстафета    | Санкт-Петербург Андрей Шабасов (54.26) Евгений Сомов (1:01.09) Анастасия Лязева (59.99) Вероника Попова (55.24)          | 3:50.58 | Москва Климент Колесников (53.89) Антон Чупков (59.46) Валерия Колотушкина (1:03.06) Ксения Юськова (55.39)   | 3:51.80 | Свердловская область Полина Лапшина (1:00.96) Ярослав Корниенко (1:02.28) Сергей Тарханов (54.70) Анастасия Кирпичникова (55.83) | 3:53.77 |